# Salmo 20

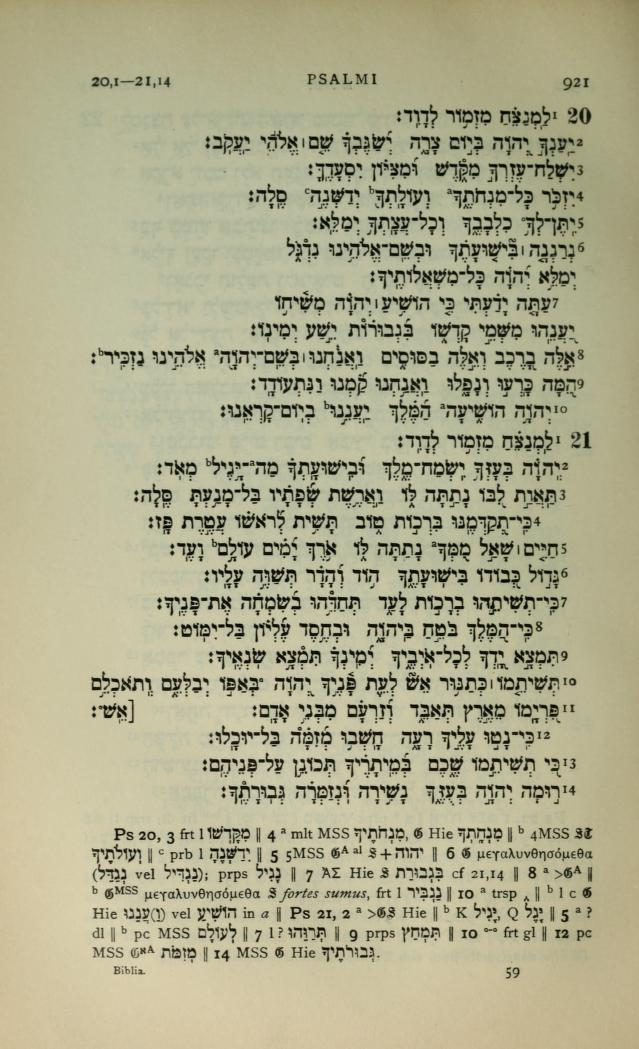
I salmi 20 e 21 nella Biblia Hebraica (1909) di Rudolf Kittel.

Il salmo 20 (19 secondo la numerazione greca) costituisce il ventesimo capitolo del Libro dei salmi.
È tradizionalmente attribuito al re Davide. È utilizzato dalla Chiesa cattolica nella liturgia delle ore.